# Neptunochelys tuberosa
Genre
Espèce
Synonymes
- Protostega tuberosa Cope, 1872
- Atlantochelys tuberosa (Cope, 1872)

Neptunochelys tuberosa est une espèce disparue de tortue marine, du Crétacé supérieur d'Amérique du Nord, de la famille des Protostegidae. Elle est l'unique espèce du genre Neptunochelys.

## Historique et description
L'unique fossile connu est un humérus, découvert par le Dr Spillman, dans le Crétacé supérieur de la région de Columbus, Mississippi, parmi des ossements du Mosasaure Platecarpus tympaniticus, auxquels il fut tout d'abord associé : les membres de cet animal étaient alors encore inconnus, aussi lui attribua-t-on tout naturellement l'humérus.
C'est Edward Drinker Cope qui, le premier, reconnu que l'ossement appartenait à une tortue préhistorique et non pas à un Mosasaure. Y reconnaissant une nouvelle espèce, il la décrivit et la plaça dans le genre Protostega, sous le nom de Protostega tuberosa. Joseph Leidy proposa plus tard de la placer au sein du genre Atlantochelys, sous le nom d' Atlantochelys tuberosa.
En 1885, Georg Baur détermine que l'espèce tuberosa n'appartient ni au genre Protostega, ni au genre Atlantochelys, mais à un nouveau genre non encore décrit, et auquel il n'attribue pas de nom, ce que fait Georges Reber Wieland en 1900, en créant le genre Neptunochelys.
L'humérus en question, très aplati et allongé, indique clairement la qualité de tortue marine de Neptunochelys. Il mesure 25 cm de longueur, ce qui laisse supposer que Neptunochelys était une tortue de grande taille. Le fossile, assez abîmé, est partiellement pyritisé.

## Source
- (en) Oliver Perry Hay, The fossil turtles of North America, 1908